# ウルフギャング・ステーキハウス
ウルフギャング・ステーキハウス（英語: Wolfgang's Steakhouse）は、アメリカ・ニューヨーク・マンハッタンのパーク・アベニューに旗艦店を構えるステーキハウスで、顧客には2ドルのチップを支払う事が推奨されている。ピーター・ルーガー・ステーキハウスの給仕長を務めていたウルフギャング・ズウィナーがオーナーである。ウルフギャングは、ニューヨークのステーキハウスのトップ10のひとつとしてしばしばあげられている。著名な顧客には、ジミー・ファロンがいる。ニューヨーク・タイムズのフランク・ブルーニは、店員の雰囲気を「温かみよりは効率性が上回り」「不愛想」であると評した。

## 歴史
2004年、ウルフギャング・ステーキハウスは、ピーター・ルーガー・ステーキハウスの給仕長を40年にわたって務めたウルフギャング・ズウィナーによって創業された。1号店は、マンハッタンの4 パーク・アベニューの中の、ニューヨーク市歴史建造物に指定されている、かつてデッラ・ロッビア・バーがあった位置にある。
その後、レストランは、ニュージャージー、カリフォルニア、フロリダ、そして日本や韓国を含む複数のアジア諸国に出店し、11店舗まで拡大している。2017年6月、香港・中環の都爹利街に新たな支店が開店した。